# Зелёный Бор (Тамбовская область)
Зелёный Бор — посёлок в Моршанском районе Тамбовской области России. Входит в состав Серповского сельсовета.

## География
Посёлок находится на берегу реки Цна, на расстоянии 26 км к северу от города Моршанск, административного центра района, и 110 км к северо-востоку от города Тамбов, административного центра области.

### Часовой пояс
Посёлок Зелёный Бор, как и вся Тамбовская область, находится в часовой зоне МСК (московское время). Смещение применяемого времени относительно UTC составляет +3:00.

## Население
| 2002 | 2010 |
| ---- | ---- |
| 369  | ↘352 |

### Национальный состав
Согласно результатам переписи 2002 года, в национальной структуре населения русские составляли 97 % из 369 чел.